# Icorigium
 (septembre 2012).
Si vous disposez d'ouvrages ou d'articles de référence ou si vous connaissez des sites web de qualité traitant du thème abordé ici, merci de compléter l'article en donnant les références utiles à sa vérifiabilité et en les liant à la section « Notes et références ».

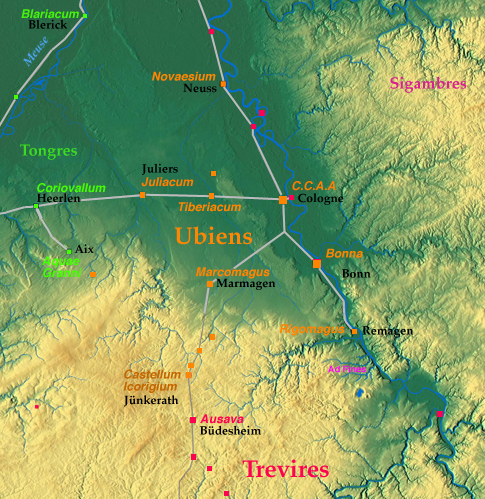
Topographie autour de Icorigium, situation des chaussées romaines, du Limes et des Ubiens - proximité des Tongres et des Trévires

Icorigium ou encore Egorigium - l'actuelle ville de Jünkerath im Kylltal - est un vicus puis un castellum romain sur la Chaussée romaine de Trèves à Cologne dans le pays du peuple des Ubiens en Germanie inférieure et proche de la frontière avec la Germanie supérieure.

## Toponymie
- mentionné sur la Table de Peutinger sous la forme Icorigium
- mentionné sur l'Itinéraire d'Antonin (372, 3 et 373, 5)  sous la forme Egorigio vicus.

## Topographie
Cette place est indiquée dans les deux cas entre le vicus d'Ausava l'actuelle Büdesheim) et le vicus Marcomagus  , maintenant Marmagen, sur la voie reliant Augusta Treverorum, actuellement Trèves à la capitale Colonia Claudia Ara Agrippinensium, devenue la ville de Cologne.